# جوزيف غوسلاوسكي (نحات)
جوزيف جان غوسلاسكي (24 إبريل 1908 - 23 يناير 1963) كان نحاتاً بولندياً وفناناً معدنياً. كان مصمماً للعملات المعدنية (على سبيل المثال 5 zł مع الصياد)، والآثار (على سبيل المثال فريديريك شوبان في نوزيلازوا وولا)، والميداليات (على سبيل المثال في سنة 1939). حاز على جوائز في العديد من المسابقات; زينت بال
صليب الاستحقاق الفضي.

## سيرته الشخصية

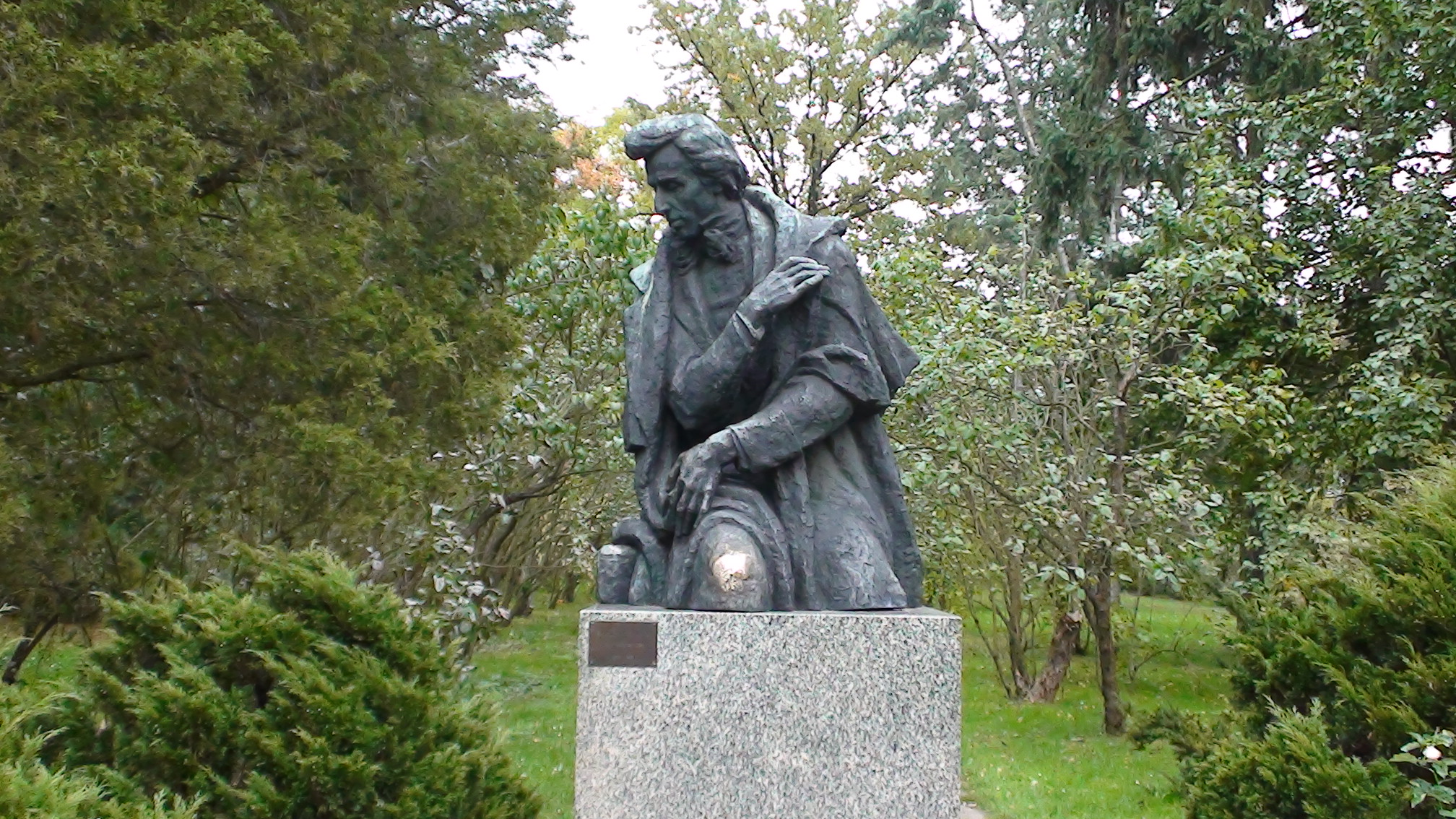
نصب فريدريك شوبان التذكاري في Żelazowa Wola (1955/1969)

ولد جوزيف غوسلاوسكي في بولانووكا، في محافظة لوبلين بالكونجرس البولندي، ولكنه تربى في وايولنيتشا مع والديه،
وهما شقيقان (بما في ذلك الأخ الأصغر ستانيسلاف غوسلاوسكي ، الذي أصبح أيضاً نحاتاً) وشقيقتان.
بدأ تعليمه الفني في مدرسة الحرف المعمارية التي أسسها يان كوسكيش - ويتكيويتش في كازيميريز دولني. بعد الانتهاء من هذه المدرسة ، نجح في امتحان إلى أكاديمية الفنون الجميلة في كراكوف، لكنه كان أصغر من أن يبدأ الدراسة.
واصل تعليمه في المدرسة الوطنية للفنون الزخرفية والصناعات الفنية في كراكوف. كان متأثراً بـ (ستانيسلاف سزوكالسكي) ، لكنّه لم يكن عضوًا في قبيلة (هورايند) القلبية.
و في عام 1932 بدأ أخيرا الدراسة في أكاديمية الفنون الجميلة في كراكوف، حيث تلقى تعليمه على يد البروفيسور كزوري دونيكوسكي.
ثم انتقل إلى وارسو، حيث تلقى تعليمه على يد البروفيسور تادوز براير. وحصل على منحة دراسية في روما، حيث تخرج من الأكاديمية الملكية للفنون الجميلة في عام 1937 (تلقى تعليمه على يد أنجيلو زانيلي).
و أثناء إقامته في إيطاليا، التي انتهت في عام 1939، شارك في معارض الكابيتول - جمعية من الفنانين البولنديين. كما شغل منصب نائب رئيس الجمعية.
ولم يشغل هذا المنصب بسبب بداية الحرب العالمية الثانية. وبعد نهاية الحرب قام بتجديد منزل من القرن السابع عشر تحت إشراف السيد نيكولاوس في كازيميريز دولني [1].
وحصل على الميدالية والنحت المعدني في مدرسة الفنون في بوزنان من عام 1947، وكان رئيس منطقة بوزنان في رابطة الفنانين والمصممين البولنديين (ZPAP) لفترتين من المنصب.
كان متزوجاً من تلميذه واندا مانكين في عام 1948 ، وكان لديه ابنتان: بوزينا ستيفانيا وماريا آنا.
انتقل مع عائلته إلى وارسو في عام 1956، حيث أصبح رئيس قسم النحت ZPAP في المجلس المركزي. و توفي فجأة في وارسو عام 1963 في بداية مرحلة فنية جديدة.

## الفن

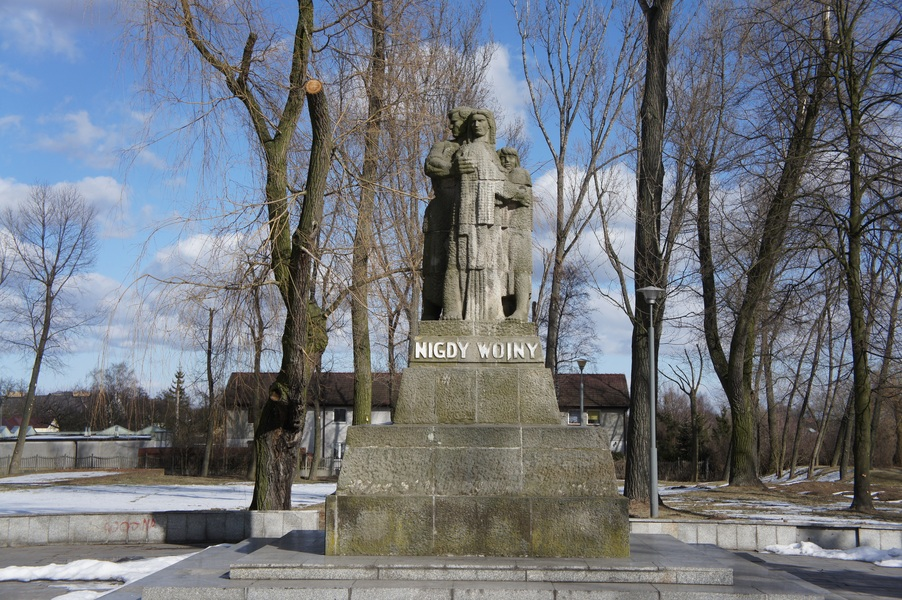
نصب في Żabikowo (وبون ، 1956)

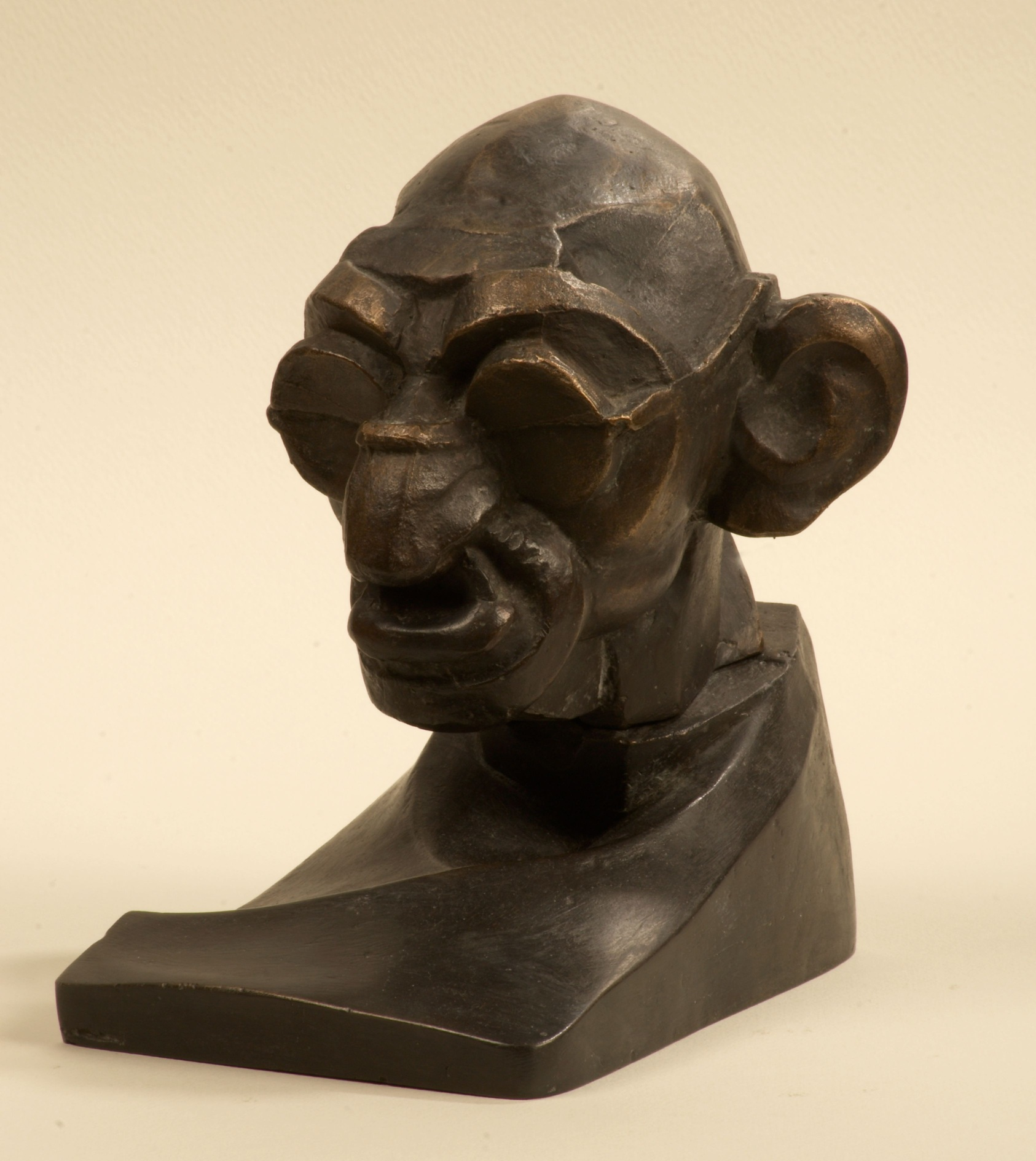
Caricature of Mohandas Karamchand Gandhi (1932)

كان جوزيف غوسلاوسكي مبتكر العديد من النصب التذكارية والتصوير ، والرسوم الكاريكاتورية المنحوتة ، والميداليات ، والعملات النقدية ، والتجديدات والرسومات.
وأعماله المبكرة ، التي لم يتم الحفاظ عليها عموماً ، تظهر بعض التأثير على الكوبية (الصورة الذاتية - 1932-1933 ، وصورة ويتولد تشوميتش - 1927-1928) ، وأفكار سزوكالسكي (الرسم الكاريكاتوري النحوي لهنريك أوزيمبلو) ، فضلاً عن أشكال مماثلة لأفكار جمعية الفنون التطبيقية البولندية (تصميم صحيفة ستريت.
مذبح فرنسيسكس). أدى إقامته في إيطاليا واتصاله المباشر بفنها إلى تغيير وجهة نظر غوسلاوسكي - صور روبرت ، ماريا مارو ، والصقلية تظهر تأثيرا قويا من دراساته الأثرية.
وهذا التأثير ، بالإضافة إلى تأثير عصر النهضة الإيطالية ، ينظر إليه أيضا في أوائل الميداليات واللوحات التي أنشئت في روما.
وكانت أعمال ما قبل الحرب قد فقدت بالكامل تقريباً أثناء عودتها إلى بولندا في أغسطس/آب 1939 (هناك علاقة ، يقول مؤلفها عن إمكانية البقاء جزءاً من الأعمال في كاستيلو ديل كاتاجو [2]).
سنوات الحرب العالمية الثانية لم تضيع من حيث النشاط الفني. أجبرته ظروف الحرب على الاهتمام بأشكال النحت الصغيرة. وكانت الميداليات التي أُنشئت في تلك السنوات تتعلق أساسا باستشهاد الأمة البولندية.
بعد الحرب واصل عمله في مجال الميداليات. كان سلفا للانسحاب من الشكل الكلاسيكي وشكل الميداليات. أصبح صلة وحيدة بين كونستانتي لازكزكا
وجيل Juzef Aumiller مع الميداليين في وقت لاحق. ويتأكد موقعه القوي في الفنون الميدالية مع العديد من الجوائز والمشتريات من أعماله إلى المتاحف في بولندا.
(مثل وارسو ، فروكلاف ، كراكوف ، لوبلين ، توران) وفي أوروبا (مثل براغ ، أثينا ، بودابست ، روما ، مدينة الفاتيكان ، باريس ، لاهاي ، موسكو ، سانكت بطرسبرغ).
عاد إلى النصب التذكاري الضخم مع نصب آدم ميكيويتش التذكاري في غورزو ويلكوبولسكي ، ونصب نيفير للحرب في منطقة  abikowo (منطقة لوبون) بالقرب من بوزنان ، ومجموعة من النحت تسمى الموسيقى في وارسو (MDM) ، ونصب فريديريك شوبان التذكاري في مقاطعة بوزنان.
وشارك وفاز بالعديد من المسابقات لتصميم النصب التذكارية ، مثل أبطال وارسو ، وجنود الجيش الشعبي البولندي الأول ، وبولسلاف برس. كما أنه خلق مذبح ضخم من انتقال يسوع في Mas  u بالقرب من Kielce.
من الصعب تصنيف أعمال جوزيف غوسلاوسكي. التنقيب المستمر والقلق الفني يدفعه إلى الإبداع في الأشكال والمواد المختلفة. ولكن التركيز الرئيسي لفنه كان دائما الإنسان - كبطل وفي الحياة اليومية.
كان غوسلاوسكي متواضعاً وودوداً ، حتى رسوماته الكاريكاتورية ، وهي النوع الفني النادر جداً بين النحاتين ، تظهر بحس دعابة مؤلم بدلاً من الخداع.
وقد تم تكريمه بمعارض فردية 14 ، وقدمت أعماله في أكثر من 60 معارض محلية (في بولندا) وأكثر من 20 معارض في الخارج.

### المشاركة في المسابقات الفنية
| عام       | موضوع المنافسة                                           | تعليقات |
| --------- | -------------------------------------------------------- | --- |
| 1936      | تمثال نصفي لـ Józef Piłsudski                            | الجائزة الأولى؛ النحت الذي تم إنشاؤه بين عامي 1938 و 1939 ، وهو الآن في المتحف الوطني ، وارسو ؛ يلقي في متحف توريك |
| 1946/47   | الشعار الوطني                                            | الجائزة الثانية |
| 1951      | منحوتات لساحة الدستور ، وارسو                            | ثلاث مجموعات نحتية متعددة الأشكال بما في ذلك الموسيقى ، في المبنى الواقع في شارع Koszykowa Street 34/50 ، وارسو |
| 1951      | شارة GKKF                                                | الجائزة الأولى |
| 1951      | وسام جائزة الدولة                                        | الجائزة الأولى |
| 1953      | نصب لوبلان التذكاري لمناصري [الحرب العالمية الثانية]     | تم تخزين النموذج في موقع غير معروف |
| 1953      | قوس النصر لوبلين                                         | تم تخزين النموذج في موقع غير معروف |
| 1953      | ميدالية الاحتفال بالذكرى الـ 500 لعودة غدانسك إلى بولندا | في مقتنيات متحف مقاطعة لوبلين ؛ المتحف الوطني ، بوزنان ؛ متحف فنون النقش على المعادن . القلعة الملكية ، وارسو ؛ أوسولينوم . والمجموعات الخاصة |
| 1955      | نصب آدم ميكيفيتش ، بوزنان                                | نموذج في مجموعات خاصة |
| 1957      | نصب تذكاري لضحايا معسكر اعتقال أوشفيتز                   | تم تخزين النموذج في موقع غير معروف |
| 1958      | عملات معدنية                                             | 10 złotych : Mieszko و Dobrawa . الجائزة الأولى. تم ضرب العملة في عام 1966 كعملة فضية تذكارية من فئة 100 زلوتيتيك لألفية الدولة البولندية 10 ذل : نيكولاس كوبرنيكوس . تم تداول العملة المعدنية في عام 1959 5 ذل - سفينة Waryski - المحسوبية 5 ذل - الصياد - المحاباة. تم طرح العملة للتداول في عام 1958 2 ذل - The Cockerels - الجائزة الثانية 2 ذل - الأيل - المحاباة 2 ذل - ظهر عملة مع صورة نسر - الجائزة الثانية |
| 1958      | نصب أبطال وارسو (المرحلة الأولى)                         | مكان غير معروف لتخزين النموذج الأول ؛ الثاني في مجموعات متحف وارسو التاريخي |
| 1958      | ميدالية الذكرى الخامسة عشر للجيش الشعبي لبولندا          | الجائزة الأولى والثانية والثالثة |
| 1959      | نصب أبطال وارسو (المرحلة الثانية)                        | الجائزة الأولى (واحدة من ستة) ؛ تم صنع النموذج بالتعاون مع Wanda Gosławska و Stanisław Gosławski ؛ في الوقت الحاضر النموذج في مجموعات متحف وارسو التاريخي |
| 1959/1960 | النصب التذكاري للجيش الأول                               | تم صنع النموذج بالتعاون مع Wanda Gosławska و Stanisław Gosławski . مكان غير معروف لتخزين النموذج |
| 1961      | Juliusz Słowacki التذكاري في وارسو                       | النموذج الأول في مجموعات متحف فنون النقش على المعادن في فروتسواف ، والثاني في مجموعات خاصة |
| 1962      | النصب التذكاري لقتلى اليهود في لوبلين                    | نموذج النصب التذكاري Flaming ghetto ( البولندية : Płonące getto ) في مجموعات خاصة |
| 1962      | نصب بوليسلاف بروس التذكاري في وارسو                      | ذكران مشرفان ؛ تم صنع أحد النماذج بالتعاون مع Wanda Gosławska ؛ النموذج الأول في المجموعات الخاصة ، والثاني في مجموعات متحف فنون نقش المعادن في فروتسواف |

## قائمة المعروضات الفردية

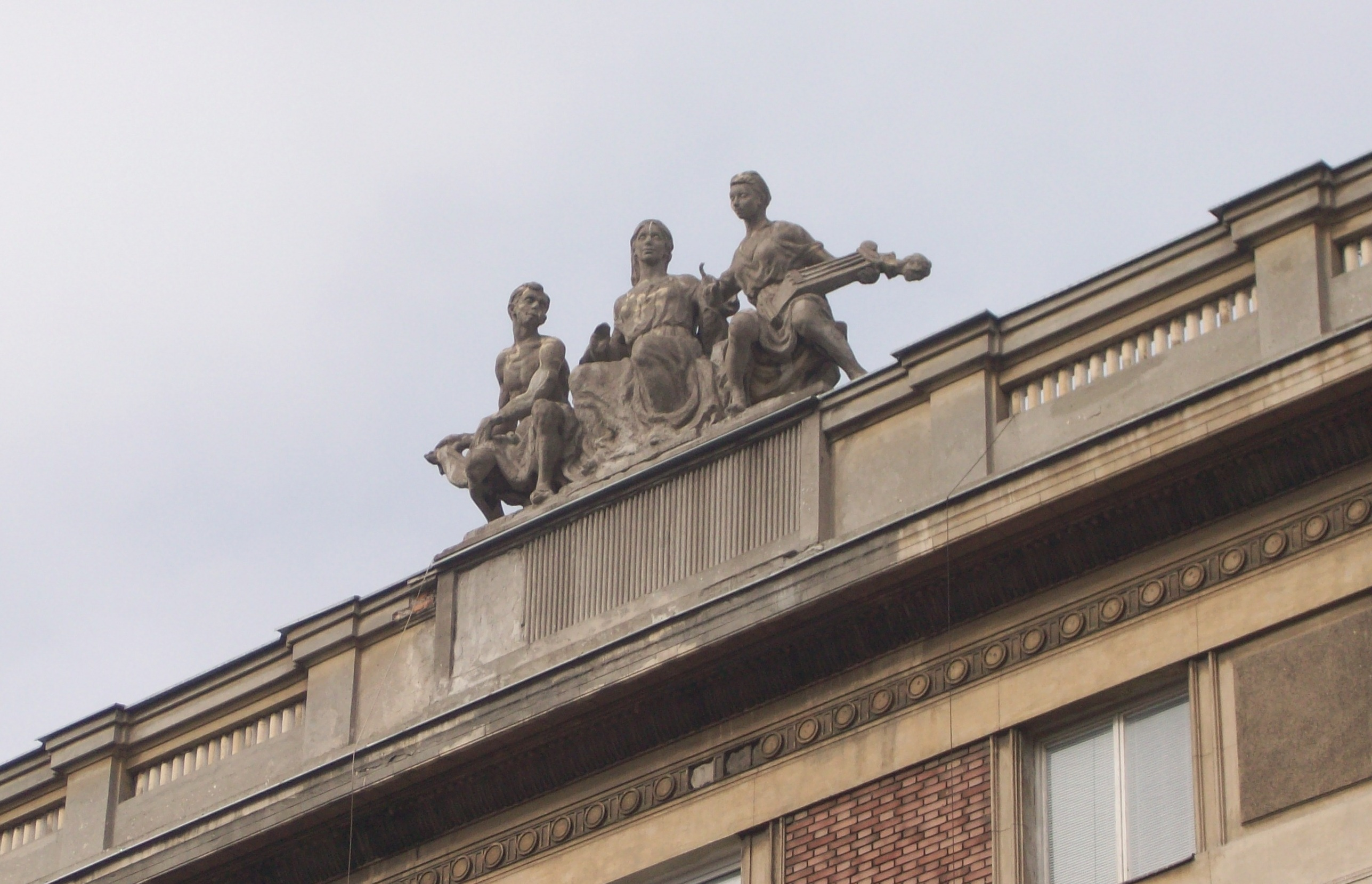
- مجموعة نحت استعاري في وارسو (1952)

| عام       | مدينة          | مؤسسة                                 | عدد الأعمال |
| --------- | -------------- | ------------------------------------- | ----------- |
| 1933      | كراكوف         | قصر الفنون                            | ؟           |
| 1960      | بودابست        | Ośrodek Kultury Polskiej              | 30          |
| 1963      | وارسو          | دوم Wojska Polskiego                  | 49          |
| 1968      | فروتسواف       | مبنى البلدية                          | 80          |
| 1973      | وارسو          | Centralne Biuro Wystaw Artystycznych  | 343         |
| 1974      | وارسو          | جاليريا Wojskowa DWP                  | 34          |
| 1974      | الوركاء        | متحف إم. Kazimierza Pułaskiego        | 56          |
| 1974      | بيدغوشتش       | المتحف الإقليمي                       | 18          |
| 1987      | لوبلين         | المتحف الإقليمي                       | 76          |
| 1995      | كازيميرز دولني | Muzeum Nadwiślańskie - غاليريا ليتنيا | 80          |
| 1996      | بوليسوافيتش    | بوليسلافيكي أورودك كولتوري            | 70          |
| 1997      | Chełmno        | المتحف الإقليمي                       | 50          |
| 2000      | كونين          | المتحف الإقليمي                       | 84          |
| 2003      | وارسو          | جاليريا دومو أرتيستي بلاستيكا         | 105         |
| 2014      | أورونسكو       | مركز النحت البولندي                   | ؟           |
| 2014/2015 | وارسو          | متحف النحت في الأرانب                 | ؟           |

## معارض مجموعة مختارة

### المنزلي
| Year      | City        | Title of exhibition |
| --------- | ----------- | --- |
| 1946      | Lublin      | The Festival of Arts (Polish: Festiwal Sztuk) |
| 1947      | Kraków      | The II Nationwide Winter Salon (Polish: II Ogólnopolski Salon Zimowy) |
| 1949      | Warszawa    | Artists in the struggle for peace (Polish: Plastycy w walce o pokój) |
| 1950      | Warszawa    | The I Nationwide Exhibition of Plastic Arts (Polish: I Ogólnopolska Wystawa Plastyki)                                                                                             |
| 1951/1952 | Warszawa    | The II Nationwide Exhibition of Plastic Arts (Polish: II Ogólnopolska Wystawa Plastyki)                                                                                           |
| 1953      | Warszawa    | 10 years of People's Army of Poland (Polish: 10 lat Ludowego Wojska Polskiego) |
| 1953      | Lublin      | The Exhibition of models of the triumphal arch for Lublin (Polish: Wystawa projektów Łuku Triumfalnego w Lublinie)                                                                |
| 1954      | Warszawa    | The IV Nationwide exhibition of Plastic Arts (Polish: IV Ogólnopolska Wystawa Plastyki)                                                                                           |
| 1955      | Poznań      | The Exhibition of Poznań District of Association of Polish Artists and Designers (Polish: Wystawa ZPAP Okręgu Poznańskiego)                                                       |
| 1955      | Poznań      | The Autumn Exhibition of Poznań District of Association of Polish Artists and Designers (Polish: Jesienna wystawa ZPAP Okręgu Poznańskiego)                                       |
| 1958/1959 | Warszawa    | The Warsaw Sculpture 1945–1958 (Polish: Rzeźba warszawska 1945–1958) |
| 1959      | Warszawa    | Warsaw in contemporary art (Polish: Warszawa w sztuce współczesnej) |
| 1959      | Warszawa    | The II Nationwide Exhibition of Maritime Art (Polish: II Ogólnopolska Wystawa Plastyki Marynistycznej)                                                                            |
| 1960      | Warszawa    | The Polish Sculpture 1945–1960 (Polish: Rzeźba polska 1945–1960) |
| 1961/1962 | Warszawa    | Polish Work of Art of 15-anniversary of People's Republic of Poland (Polish: Polskie dzieło plastyczne w XV-lecie PRL)                                                            |
| 1962      | Lublin      | Martyrdom and struggle of Polish Nation 1939–45 (Polish: Martyrologia i walka Narodu Polskiego 1939–45)                                                                           |
| 1962      | Poznań      | The Autumn Salon (Polish: Salon Jesienny) |
| 1963      | Warszawa    | The Nationwide Exhibition of 20-anniversary of People's Army of Poland in Plastic Arts (Polish: Ogólnopolska Wystawa XX-lecia Ludowego Wojska Polskiego w twórczości plastycznej) |
| 1963      | Warszawa    | The I Nationwide Exhibition of Medallic Art (Polish: I Ogólnopolska Wystawa Medalierstwa)                                                                                         |
| 1963      | Warszawa    | Warsaw in Art (Polish: Warszawa w Sztuce) |
| 1963      | Warszawa    | The Exhibition in XVIII anniversary of liberation of Auschwitz (Polish: Wystawa w XVIII rocznicę wyzwolenia Oświęcimia)                                                           |
| 1963      | Warszawa    | The Exhibition of Applied Art in XV-anniversary of People's Republic of Poland (Polish: Wystawa sztuki użytkowej w XV-lecie PRL)                                                  |
| 1963      | Warszawa    | The Exhibition of sculptures and textiles of Warsaw District of Association of Polish Artists and Designers (Polish: Wystawa rzeźb i tkanin Okręgu Warszawskiego ZPAP)            |
| 1964      | Warszawa    | Warsaw in Art (Polish: Warszawa w sztuce) |
| 1964      | Warszawa    | The Nationwide Exhibition "Textile, ceramic, glass" (Polish: Ogólnopolska Wystawa "Tkanina, ceramika, szkło")                                                                     |
| 1965      | Warszawa    | The Exhibition of old master print and sculpture in XX-anniversary of People's Republic of Poland (Polish: Wystawa grafiki i rzeźby w XX-lecie PRL)                               |
| 1965      | Toruń       | Decorations, coins and medal of People's Republic of Poland (Polish: Odznaczenia, monety i medale PRL)                                                                            |
| 1966      | Wrocław     | Medallic art in People's Poland 1945–1965 (Polish: Sztuka medalierska w Polsce Ludowej 1945–1965)                                                                                 |
| 1969      | Warszawa    | 25-anniversary of medallic art in Poland (Polish: 25 lat sztuki medalierskiej w Polsce)                                                                                           |
| 1969      | Wrocław     | The Exhibition of ceramic and glass in XXV-anniversary of People's Republic of Poland (Polish: Wystawa ceramiki i szkła w XXV-lecie PRL)                                          |
| 1969/1970 | Bydgoszcz   | The medals of People's Republic of Poland (Polish: Medale PRL) |
| 1969/1970 | Warszawa    | 25 years of Warsaw sculpture (Polish: 25 lat rzeźby warszawskiej) |
| 1970      | Poznań      | The war and peace in plastic art (Polish: Wojna i pokój w twórczości plastycznej)                                                                                                 |
| 1971      | Wrocław     | Monuments and monumental sculpture in People's Republic of Poland (Polish: Rzeźba pomnikowa i monumentalna w PRL)                                                                 |
| 1971      | Toruń       | Nicolaus Copernicus's topic in medallic art and numismatics (Polish: Tematyka kopernikowska w medalierstwie i numizmatyce)                                                        |
| 1971      | Bydgoszcz   | Polish cities in the medals (Polish: Miasta polskie w medalach) |
| 1972      | Wrocław     | Polish medical medals and badges (Polish: Polskie medale i odznaki medyczne) |
| 1972      | Bydgoszcz   | The women in the medallic art (Polish: Kobieta w twórczości medalierskiej) |
| 1972      | Bydgoszcz   | Famous Poles on the medals (Polish: Sławni Polacy na medalach) |
| 1974      | Lublin      | Review of Polish sculpture 1944–74 (Polish: Przegląd rzeźby polskiej 1944–1974)                                                                                                   |
| 1974      | Radom       | Contemporary portrait sculpture (Polish: Współczesna rzeźba portretowa) |
| 1974      | Bydgoszcz   | The sports medals (Polish: Medale sportowe) |
| 1974      | Bydgoszcz   | The medals of Polish museums (Polish: Medale muzeów polskich) |
| 1974      | Bydgoszcz   | Polish cities in the medals (Polish: Miasta polskie w medalach) |
| 1977      | Bydgoszcz   | Coins of People's Republic of Poland (Polish: Monety PRL) |
| 1977      | Bydgoszcz   | The people of theatre in medallic art (Polish: Ludzie teatru w medalierstwie) |
| 1977      | Częstochowa | The exhibition of Polish postwar coins (Polish: Wystawa polskich monet powojennych)                                                                                               |
| 1979      | Wrocław     | Contemporary Polish medallic art 1944–1979 (Polish: Współczesne medalierstwo polskie 1944–1979)                                                                                   |
| 1979/1980 | Bydgoszcz   | The Polish writers on the medals (Polish: Pisarze polscy na medalach) |
| 1980      | Bydgoszcz   | Traditions of the Polish army (Polish: Tradycje wojska polskiego) |
| 1980      | Bydgoszcz   | The women in the medallic art (Polish: Kobieta w twórczości medalierskiej) |
| 1980      | Warszawa    | The Polish science in the medals (Polish: Nauka polska w medalach) |
| 1985/1986 | Bydgoszcz   | Money of People's Poland 1944–1983 (Polish: Pieniądz Polski Ludowej 1944–1983) |
| 1986      | Lublin      | Lublin plastic art (Polish: Plastyka lubelska) |
| 1986      | Ostrołęka   | Commemorative medals of Polish museums (Polish: Medale pamiątkowe Muzeów polskich)                                                                                                |
| 1987      | Bydgoszcz   | The women on the medal (Polish: Kobieta na medalu) |
| 1988      | Tuchola     | The jubilee medals of Polish cities (Polish: Medale jubileuszowe miast polskich)                                                                                                  |
| 1990      | Bydgoszcz   | Frédéric Chopin and the people of his epoch (Polish: Fryderyk Chopin i ludzie jego epoki)                                                                                         |
| 1996      | Bydgoszcz   | Remarkable Poles on the medals (Polish: Wybitni Polacy na medalach) |
| 1997      | Warszawa    | Tadeusz Breyer and his students (Polish: Tadeusz Breyer i jego uczniowie) |
| 1997      | Wrocław     | The Polish sculpture (Polish: Rzeźba polska) |
| 1998/1999 | Warszawa    | The time tunnel. Warsaw sculpture of the end of the century (Polish: Tunel czasu. Warszawska rzeźba końca wieku)                                                                  |
| 2002      | Warszawa    | Polish science in medallic art (Polish: Nauka polska w medalierstwie) |
| 2007/2008 | Bydgoszcz   | Pharmacy and medicine in medallic art (Polish: Farmacja i medycyna w medalierstwie)                                                                                               |
| 2008      | Warszawa    | The present absent (Polish: Obecni nieobecni) |
| 2009      | Toruń       | Nicolaus Copernicus in medallic art (Polish: Mikołaj Kopernik w medalierstwie) |
| 2009      | Bydgoszcz   | Polish museums in medallic art. From collections of the Leon Wyczółkowski District Museum in Bydgoszcz (Polish: Muzea polskie w medalierstwie ze zbiorów MOB)                     |
| 2010      | Wrocław     | Polish: Impresje Chopinowskie |
| 2010/2011 | Warszawa    | Polish: Wojsko Polskie w medalierstwie Józefa Gosławskiego i w kolekcji medali Centralnej Biblioteki Wojskowej                                                                    |
| 2011      | Warszawa    | Polish: Polska Szkoła Mistrzów |
| 2011      | Warszawa    | Polish: Rzeźbiarze Saskiej Kępy wczoraj i dziś |
| 2012      | Warszawa    | Polish: Sztuka wszędzie. Akademia Sztuk Pięknych w Warszawie 1904–1944 |

### خارجي
| Year      | State                | City                  | Title of exhibition | Institution         |
| --------- | -------------------- | --------------------- | --- | ------------------- |
| 1932      | النمسا               | Vienna                | The International Exhibition of Caricatures (Polish: Międzynarodowa Wystawa Karykatury) | Vienna Künstlerhaus |
| 1936      | Italy                | Rome                  | The Exhibition of Association of Artists - "The Capitol" (Polish: Wystawa Koła Artystów Polskich "Kapitol") | ?                   |
| 1936      | Italy                | Rome                  | The Exhibition of Association of Artists - "The Capitol" (Polish: Wystawa Koła Artystów Polskich "Kapitol") | ?                   |
| 1950      | تشيكوسلوفاكيا        | Prague                | The World Exhibition of Medallic Art (Polish: Światowa Wystawa Medalierstwa) | ?                   |
| 1950      | إيطاليا              | Rome                  | The exhibition of sacred art (Polish: Wystawa sztuki sakralnej) | ?                   |
| 1959      | إيطاليا              | Catania               | Circolo Artistico | ?                   |
| 1959      | النمسا               | Vienna                | The International Exhibition of Contemporary Medals (Polish: Międzynarodowa Wystawa Medali Współczesnych) | ?                   |
| 1963/1964 | الاتحاد السوفيتي     | Moscow-Minsk          | The International at the 20. anniversary of The Great Patriotic War (Polish: Wystawa w 20. rocznicę Wielkiej Wojny Ojczyźnianej) | ?                   |
| 1964      | إيطاليا              | Arezzo                | The International Competition of Medallic Art (Polish: Międzynarodowy Konkurs Medalierstwa) | ?                   |
| 1965      | ألمانيا الشرقية      | Berlin-Erfurt-Leipzig | The soldiers of the nation - the Polish army in the art (Polish: Żołnierze narodu - polska armia w sztuce) | ?                   |
| 1966      | تشيكوسلوفاكيا        | Kralupe               | The international exhibition of medals (Polish: Międzynarodowa wystawa medali) | ?                   |
| 1966      | Bulgaria             | Sofia                 | The exhibition of Polish medallic art (Polish: Wystawa medalierstwa polskiego) | ?                   |
| 1966/1967 | Hungary              | Travelling exhibition | The Polish army in the service of people's defense (Polish: Wojsko polskie w służbie ludowej obronności) | ?                   |
| 1967      | Yugoslavia           | Travelling exhibition | The Polish army in the service of people's defense (Polish: Wojsko polskie w służbie ludowej obronności) | ?                   |
| 1967      | فنلندا السويد بولندا | Travelling exhibition | ? | ?                   |
| 1967      | فرنسا                | Paris                 | The XXVII Salon of The Sacred Art (Polish: XXVII Salon Sztuki Sakralnej) | ?                   |
| 1968      | الاتحاد السوفيتي     | Moscow                | The social-revolutionary topics in Polish fine arts (Polish: Tematyka społeczno-rewolucyjna w polskiej sztuce plastycznej) | ?                   |
| 1969      | Hungary              | Budapest              | International Military Exhibition of Fine Arts (Polish: Międzynarodowa Wojskowa Wystawa Plastyki) | ?                   |
| 1971      | فرنسا                | Paris                 | The 50 years of the medallic art in Poland (Polish: 50 lat sztuki medalierskiej w Polsce) | ?                   |
| 1971      | هولندا               | The Hague             | The exhibition of Polish medals (Polish: Wystawa medali polskich) | ?                   |
| 1972      | ألمانيا الشرقية      | Berlin                | The war and peace in the arts of People's Republic of Poland (Polish: Wojna i pokój w sztukach plastycznych PRL) | ?                   |
| 1985      | تشيكوسلوفاكيا        | Prague                | The Polish contemporary medallic art (Polish: Polskie medalierstwo współczesne) | ?                   |
| 2003      | النمسا               | Vienna                | The New State. Polish Art between Experiment and Representation 1918–1939 (Polish: Nowe Państwo. Polska sztuka między eksperymentem a reprezentacją 1918–1939, German: Der neue Staat. Polnische Kunst zwischen Experiment und Repräsentation von 1918 bis 1939) | Leopold Museum      |

## ذكرى ملهمة
ان ذكرى جوزيف غوسلافسكي وأعماله، وخاصة الميداليات، لا تذكر فقط بمناسبة المعارض. ففي ديسمبر 2008 أصدر العملة البولندية لسك العملة المحلية من Lidzbark Warmiński. كان دوكات أربعة رجال (البولندية: Czterech mężów) الذي مراقبة على أساس ميدالية غوسلافسكي Lidzbark Warmiński - مدينة الرجال العظماء (البولندية: Lidzbark Warmiński - miasto mężów znakomitych).24) و في عام 2009 أنتجت دار سك النقود البولندية سلسلة ميداليات من مشاهير ميداليات مخصصة لجوزيف غوسلاوسكي في هذه المجموعة كان هناك، من بين [25] أخرى، الميدالية على أساس المشروع الذي أدلى به خلال الحرب العالمية الثانية، بعنوان سنة 1939 - كان أول عرض علني لها.
و أيضا عام 2009 كان هناك انبعاث الفضة والذهب نسخة طبق الأصل من 5 zł مع عملة الصيادين، والتي تم تصميمها للمنافسة في 1958.1271 وعلاوة على ذلك، هناك شارع واحد مخصص لجوزيف - وهو يقع في Wąwolnica- القرية حيث عاش الفنانون وخلق العديد من الأعمال لسنوات

## معرض الفن

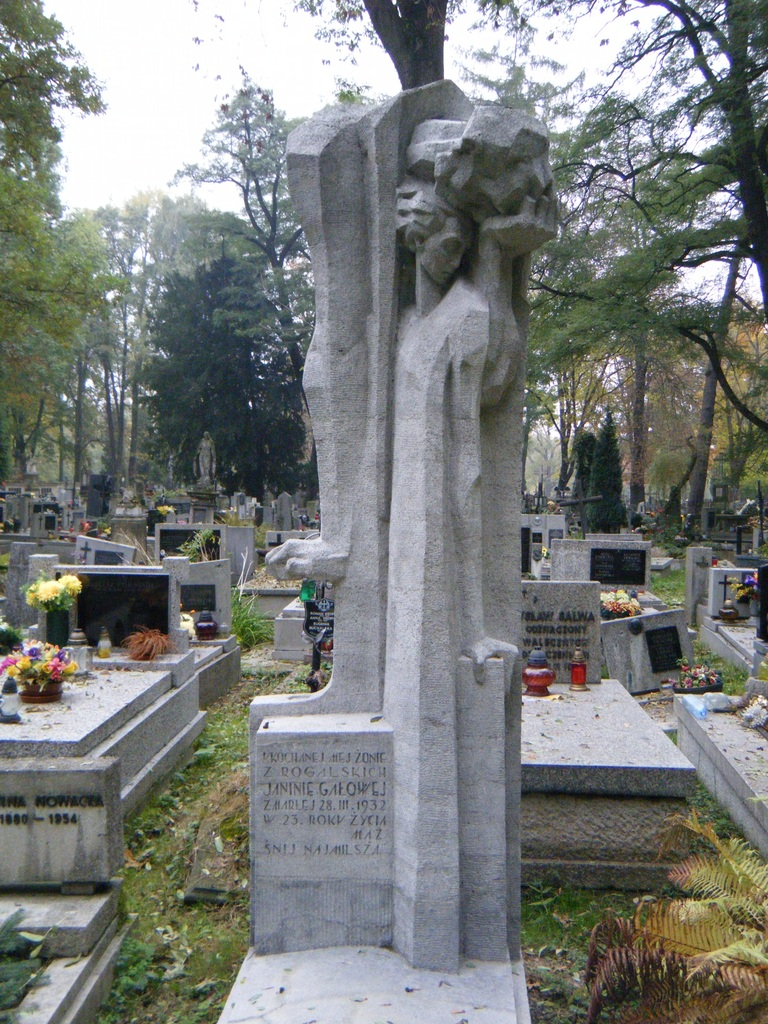
نصب تذكاري على شاهد قبر جانينا غاواوا ، مقبرة راكويكي في كراكوف (1932)
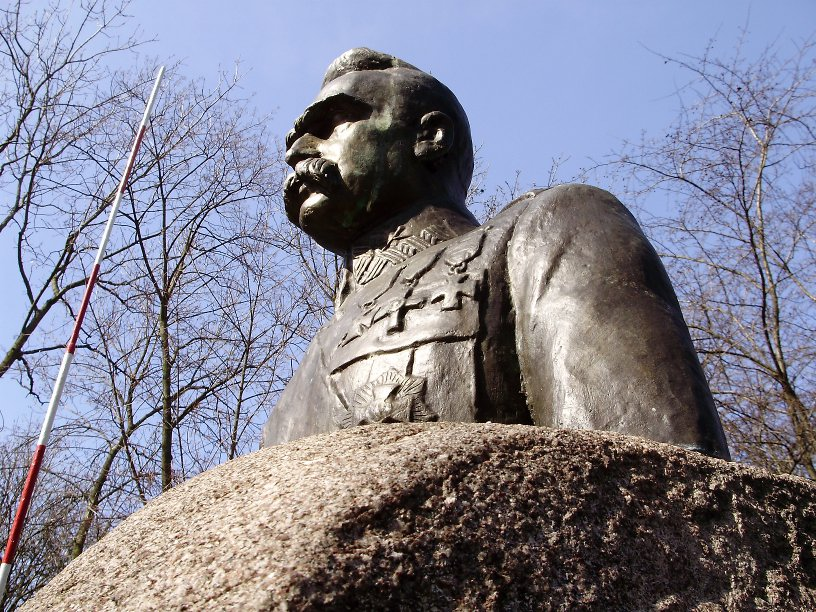
نصب المارشال جوزيف Piłsudski في توريك (مشروع من عام 1936)
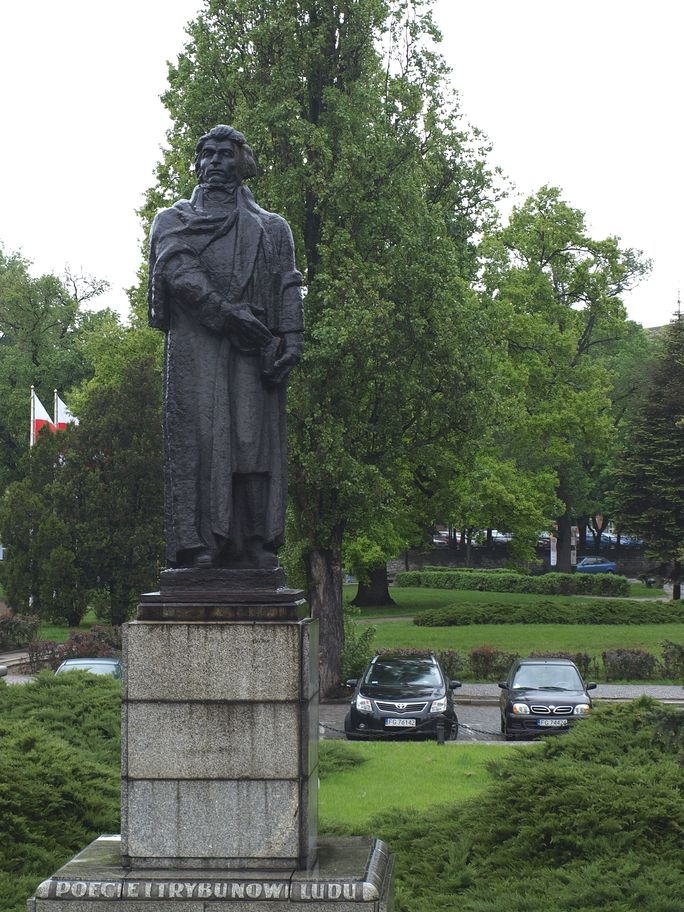
نصب آدم ميكيفيتش  [لغات أخرى]‏ في غورزو فييلكوبولسكي (1956)
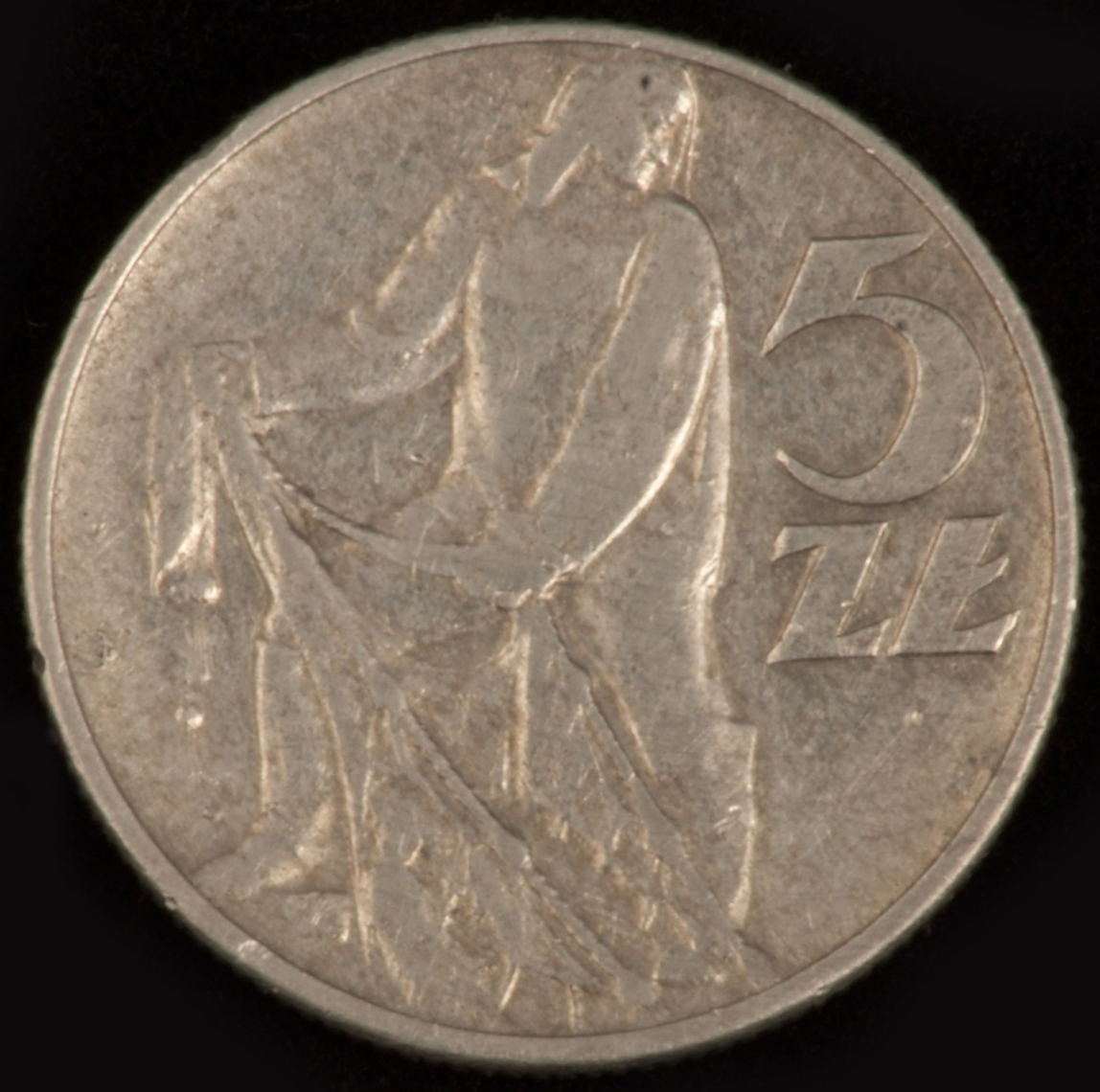
عكس العملة البولندية السابقة (5 زلوتيتش ، 1973) مع صورة صياد (صُممت عام 1958)
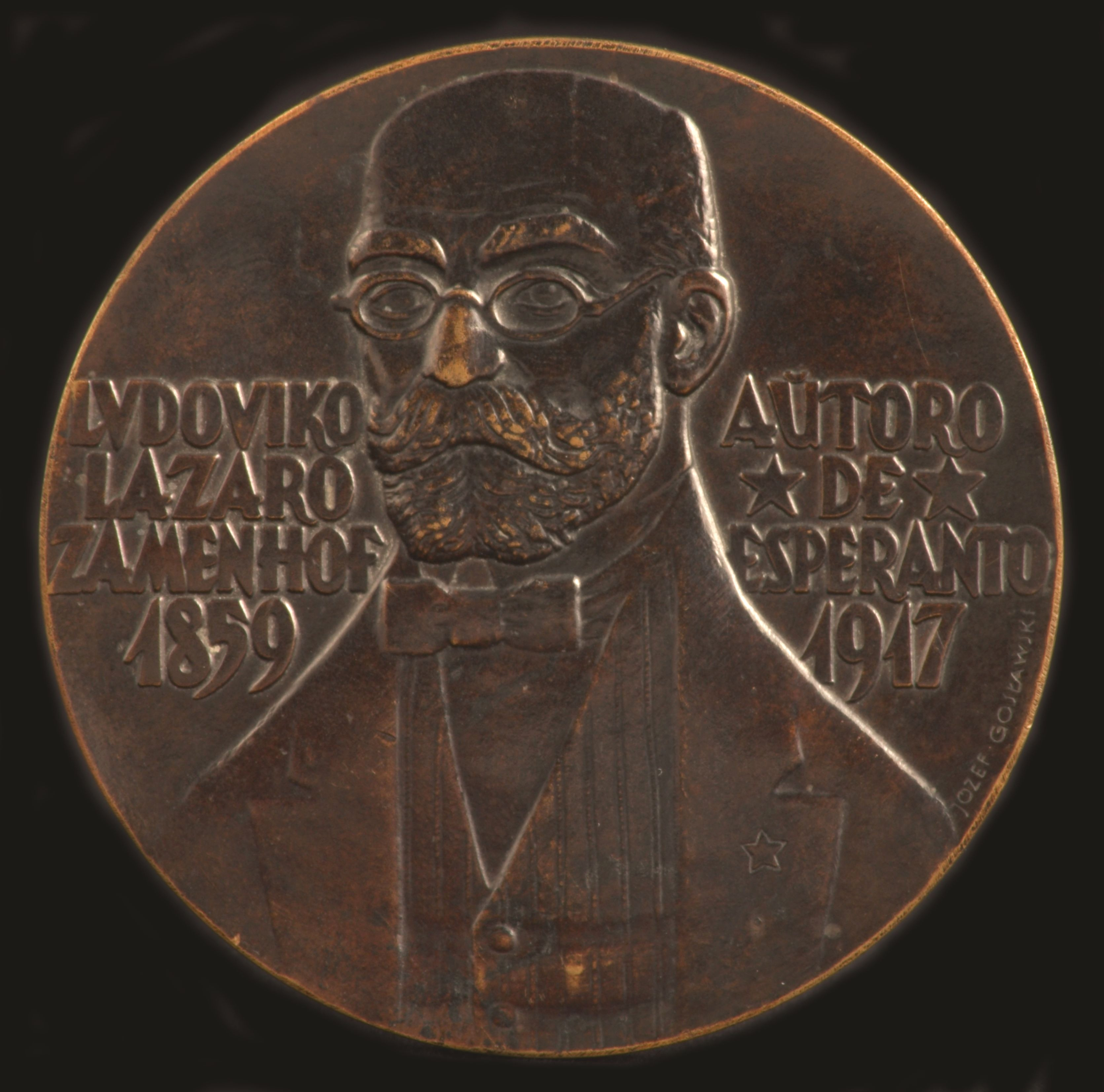
وجه الميدالية مع لودوفيك لازاروس زامنهوف (1959)
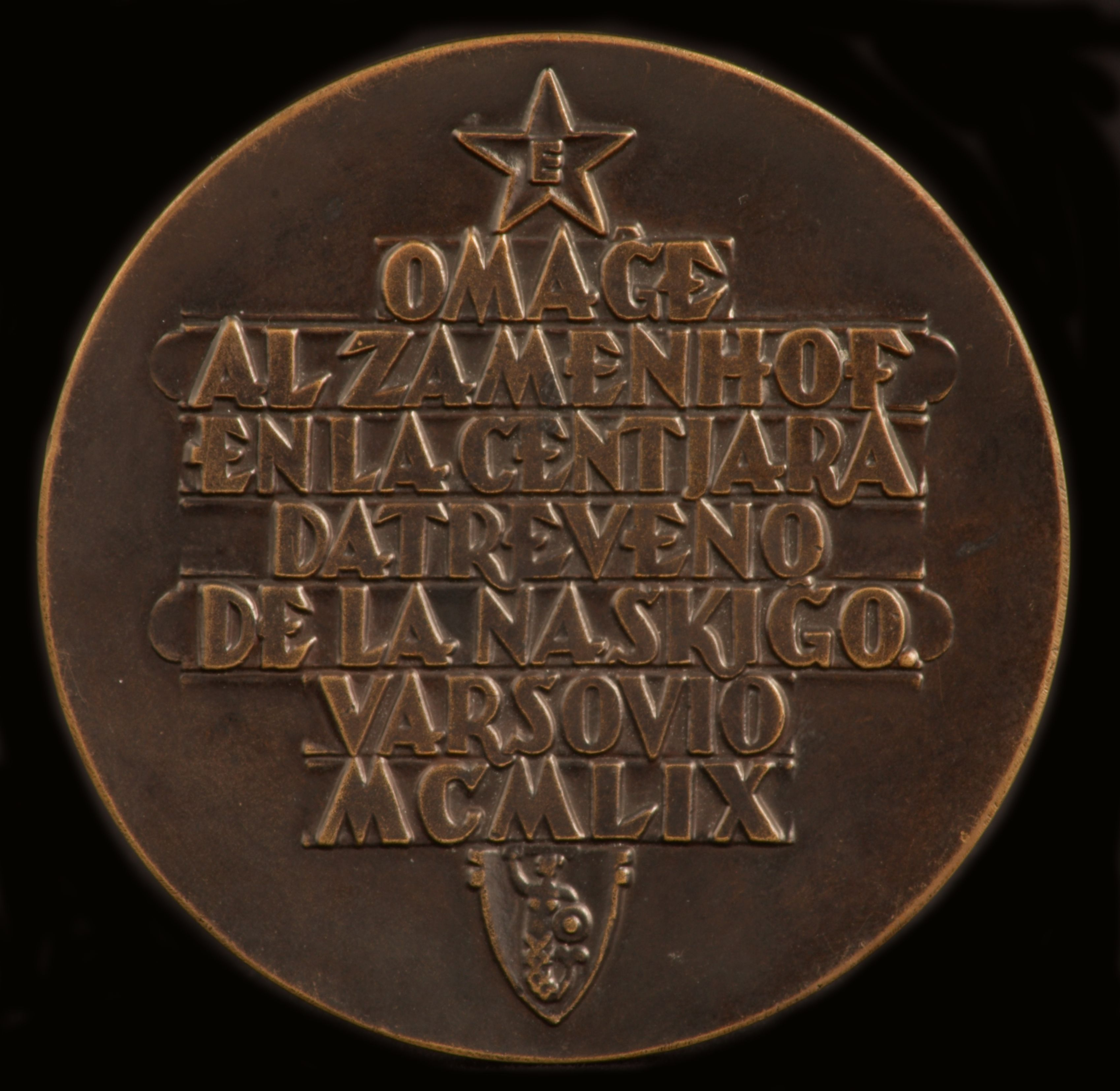
عكس الميدالية مع لودوفيك لازاروس زامنهوف (1959)
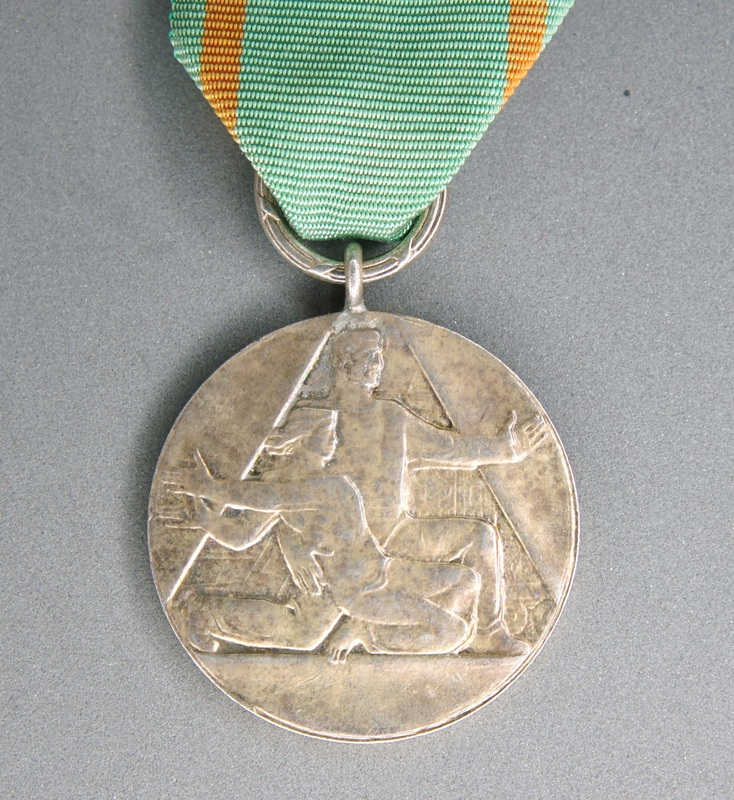
وسام التضحية والشجاعة (1960)

## روابط خارجية
- "Lost in the Shuffle". warsawvoice.pl. 24 يوليو 2003. مؤرشف من الأصل في 2022-10-27. اطلع عليه بتاريخ 2010-11-16.
- Szubert, Piotr (Mar 2002). "Józef Jan Gosławski" (بالبولندية). culture.pl. Archived from the original on 2023-03-21. Retrieved 2010-11-16.
- "Jan Józef Gosławski - wystawa rzeźby i medalierstwa" (بالبولندية). artinfo.pl. Archived from the original on 2023-03-21. Retrieved 2010-11-16.
- "Famous Medalists: Józef Gosławski". mennica.com.pl. مؤرشف من الأصل في 2011-07-03. اطلع عليه بتاريخ 2010-11-16.
- "PLN 5 "Fisherman" coin from 1958". mennica.com.pl. مؤرشف من الأصل في 2022-10-28. اطلع عليه بتاريخ 2010-11-16.
- "Józef Gosławski – monuments, coins, medals". mennica.com.pl. 10 ديسمبر 2009. مؤرشف من الأصل في 2022-10-27. اطلع عليه بتاريخ 2010-11-16.
- "Członkowie Związku Artystów Polskich Kapitol w Rzymie" (بالبولندية). audiovis.nac.gov.pl. Archived from the original on 2023-03-21. Retrieved 2010-11-16.